# Зулу, Айтач
Айтач Зулу (тур. и нем. Aytaç Sulu, 11 декабря 1985, Гейдельберг) — турецкий и немецкий футболист, защитник.

## Карьера
Постигать футбольные азы Зулу начинал в футбольных клубах «Гейдельберг-Кирххайм», «Нуслох» и «Зандхаузен». В сезоне 2004/05 он дебютировал в первой команде клуба «Зандхаузен». Затем он перебрался в «Балингер», где он выступал в региональной лиге земли Баден-Вюртемберг. Профессиональным футболистом Зулу стал уже в «Хоффенхайме», несмотря на то, что он играл преимущественно во второй команде этого клуба.
В 2009 году игрок перешёл в «Аален», где он воссоединился с тренером Райнером Шарингером, под чьим руководством защитник играл во всех предыдущих командах. В «Аалене» Зулу стал капитаном и привел его к Третьей лиге.
После столь успешного сезона игрока заметил турецкий клуб «Генчлербирлиги». Но защитник не смог закрепиться в Турции, поэтому вскоре перешёл в австрийский клуб «Альтах», к уже знакомому тренеру — Райнеру Шарингеру, но задержался он там ненадолго — уже через два месяца Дирк Шустер пригласил игрока в «Дармштадт 98». Зулу присоединился к этому клубу, когда он являлся середняком Третьей Бундеслиги. Но благодаря защитнику клуб добился повышения во Вторую Бундеслигу, а игрок вскоре получил капитанскую повязку. В следующем же году клуб занял второе место в чемпионате и пробился в Бундеслигу, впервые за 33 года.
Сезон 2015/16 выдался успешным для Зулу. Его клуб удержался в Бундеслиге, а сам защитник забил в чемпионате 7 голов и был признан одним из лучших игроков прошедшего сезона. Благодаря своей успешной игре, капитана «Дармштадта» захотел приобрести другой немецкий клуб — «Фрайбург».